# أفقو
أفقو (بالفارسية: افقو) هي مستوطنة تقع في قسم برون الريفي (مقاطعة فردوس) في إيران. يقدر عدد سكانها بـ 95 نسمة .